# Camille Lhuissier
Camille Lhuissier, né le 25 juillet 1879 à Vautorte et mort le 18 janvier 1948 à Laval, est un instituteur, syndicaliste, homme politique socialiste et résistant français. Il est député de la Mayenne de 1945 à 1948.

## Biographie

### Origine
Son père, cabaretier anticlérical, animateur d'un cercle républicain était connu comme un « rouge ». Il va au cours complémentaire de Gorron, puis rejoint avec une dispense d'âge, l'Ecole Normale de Laval.

### Instituteur et syndicaliste
Il fut instituteur dans le département de la Mayenne de 1897 à 1933. Il est un des piliers du mouvement syndical des instituteurs. Il est membre de l'Amicale des Instituteurs de la Mayenne, fondée en 1902. Délégué de l'École émancipée, il donne une grande audience à ce mouvement. Il a de nombreux engagements en dehors de son métier.
Il participe par exemple à la création de l'Université populaire de Laval installée à la Bourse du travail. Il est sociétaire de la Coopérative ouvrière de Renazé, et l'un des responsables de la Maison du Peuple de Laval.
Il est l'un des principaux promoteurs de l'ouvrage Nouvelle Histoire de France, publiée en 1927. Cet ouvrage, qui ne sera autorisé que dans 3 départements : les Bouches-du-Rhône, le Cantal et la Mayenne, fit aussi partie des ouvrages détruits sous le régime de Vichy.

### Première Guerre mondiale
Il est lieutenant d'infanterie territoriale pendant la Première Guerre mondiale. Il est blessé à la tête en juin 1915, il a été fait chevalier de la Légion d'honneur et croix de guerre avec palme, et grand invalide de guerre réformé à 100 %. Il reprend alors ses activités syndicales et milite à la Section française de l'Internationale ouvrière (SFIO). Il s'occupe aussi en Mayenne des activités de la Ligue des droits de l'homme.

### Politique
Il est initié à la franc-maçonnerie à la Loge Volney de Laval le 22 janvier 1922. Nommé en 1930 secrétaire de la fédération socialiste de son département, il affronte pour la première fois le suffrage universel aux élections cantonales de 1931 dans le canton de Laval-Est. Il échoue aux élections législatives de 1936 où il n'est battu que de quelques centaines de voix.

### Théâtre et U.P.L.
Le groupe théâtral de l'Université populaire de Laval va à travers le département donner des représentations au profit des Pupilles de l'Ecole Publique, au bénéfice de la Caisse de chômage. Notamment sous la direction de Camille Lhuissier, devenu président en 1934 de l'U.P.L., ils jouent une dizaine de fois : Un gars de ferme, pièce sociale et paysanne de Marcel Cheurin. L’U.P.L. redémarre à zéro après la Libération. Dès septembre 1944, Camille Lhuissier reconstitue rapidement chorale et groupe théâtral. Camille Lhuissier  dirige la chorale, et le metteur en scène et même l'acteur qui donne l'exemple aux jeunes. Devenu député, il reste Président de l'U.P.L. jusqu'à sa disparition en 1948.

### Résistance et Libération
Pendant la Seconde Guerre mondiale, il participe activement à la Résistance intérieure française. Il est affilié au mouvement Libération-Nord.
Il fait partie en 1944 du Comité départemental de libération de la Mayenne et redevient secrétaire fédéral de la SFIO. Aux Élections constituantes de 1945, il est élu député à la première Assemblée constituante le 21 octobre 1945 où il siège à la Commission de l'éducation nationale et des beaux-arts, de la jeunesse, des sports et des loisirs.
Il est à l'origine avec 4 autres députés SFIO d'une proposition de loi portant sur l'organisation de la recherche agronomique, qui sera à l'origine de l'Institut national de la recherche agronomique. Il soutient le projet constitutionnel rejeté par référendum le 5 mai 1946. Il est réélu le 2 juin suivant. 
L’Université populaire de Laval redémarre à zéro après la Libération. Dès septembre 1944, Camille Lhuissier reconstitue rapidement chorale et groupe théâtral. Camille Lhuissier  dirige la chorale, et le metteur en scène et même l'acteur qui donne l'exemple aux jeunes. Devenu député, il reste Président jusqu'à sa disparition en 1948. Il est président de la Fédération des œuvres laïques de la Mayenne en 1947.
Après l'adoption de la constitution de la Quatrième République, il est une nouvelle fois élu député et le reste jusqu'à sa mort le 18 janvier 1948.

## Sources
- Assemblée nationale